# آکیرا اینوئه (نوازنده)
آکیرا اینوئه (انگلیسی: Akira Inoue؛ زادهٔ ۸ سپتامبر ۱۹۵۳) موسیقی‌دان اهل ژاپن است.